# اردوان (فرمانده شاپور دوم)
اردوان یک فرمانده ارتش و نجیب‌زاده اهل پادشاهی ارمنستان بود که همراه با گلاک به ایران فرار کرد و مورد استقبال دربار شاهنشاه شاپور دوم ساسانی (حک. ۳۰۹–۳۷۹) قرار گرفت. او از سوی شاپور برای گرفتن شاه پاپ و مادرش به ارمنستان فرستاده شد اما موفق نشد و آن دو فرار کردند.